# آدری تاتر
آدری تاتر (انگلیسی: Audrey Totter؛ ۲۰ دسامبر ۱۹۱۷ – ۱۲ دسامبر ۲۰۱۳) هنرپیشه اهل ایالات متحده آمریکا بود.

## فیلم‌شناسی
- پستچی همیشه دو بار زنگ می‌زند (۱۹۴۶)
- بانوی دریاچه (۱۹۴۷)
- دیوار بلند (۱۹۴۷)
- صحنه‌سازی (۱۹۴۹)
- تنش (۱۹۵۰)
- گلوله‌ای برای جوئی (۱۹۵۵)